# Anouk
Anouk (auch Anouck, Anuk) ist ein weiblicher Vorname und Familienname.

## Herkunft und Bedeutung des Namens
Anouk ist eine aus dem Französischen übernommene Koseform von Anna.

## Namensträgerinnen

### Vorname
Anouk
- Anouk (Sängerin) (* 1975), niederländische Rock-Sängerin und Songwriterin
- Anouk Aimée (1932–2024), französische Schauspielerin
- Anouk Dekker (* 1986), niederländische Fußballspielerin
- Anouk Elias (* 1997), deutsch-schweizerische Schauspielerin und Synchronsprecherin
- Anouk English (* 1984), kanadische Eisschnellläuferin
- Anouk Faivre-Picon (* 1986), französische Skilangläuferin
- Anouk Grinberg (* 1963), französische Schauspielerin
- Anouk Hoogendijk (* 1985), niederländische Fußballspielerin
- Anouk Jonker (* 1999), Schweizer Unihockeyspielerin
- Anouk Kruithof (* 1981), niederländische Fotografin und Künstlerin
- Anouk Leblanc-Boucher (* 1984), kanadische Shorttrackerin
- Anouk Nicklisch (1958–2006), deutsche Regisseurin
- Anouk Purnelle-Faniel (* 1995), kanadische Freestyle-Skifahrerin
- Anouk Ricard (* 1970), französische Illustratorin, Comicautorin und Animatorin
- Anouk Vergé-Dépré (* 1992), Schweizer Volleyball- und Beachvolleyballspielerin
- Anouk Vetter (* 1993), niederländische Leichtathletin
- Anouk van de Wiel (* 1992), niederländische Handballspielerin

Anouck
- Anouck Errard (* 1999), französische Skirennläuferin
- Anouck Jaubert (* 1994), französische Sportkletterin

Anuk
- Anuk Brändli (* 2003), Schweizer Skirennfahrerin
- Anuk Ens (* 1965), deutsche Schauspielerin
- Anuk Steffen (* 2004), Schweizer Kinderdarstellerin

### Künstlername
- Anouk (Sängerin), eigentlich Anouk Teeuwe (* 1975), niederländische Sängerin
- Misha Anouk (* 1981), deutscher Slam-Poet